# Joseph Laniel
Joseph Laniel (Vimoutiers, 12 oktober 1889 - Parijs, 8 april 1975) was een Frans conservatief-liberaal politicus.

## Biografie
Joseph Laniel werd op 12 oktober 1889 geboren in Vimoutiers, departement Orne. Hij was industrieel en leidde vanaf 1912 de aan de familie Laniel behorende linnenweverij. Hij werd in 1932 voor de centrum-rechtse Alliance Démocratique (AD, Democratische Alliantie), als vertegenwoordiger van het departement Calvados, in de Kamer van Afgevaardigden (Chambre des Députés) gekozen. Van 21 maart 1940 tot 16 juni 1940 was hij onderstaatssecretaris van Financiën in het oorlogskabinet-Reynaud. Op 10 juli] 1940, na de Franse nederlaag tegen nazi-Duitsland, stemde hij vóór het verlenen van volmachten aan maarschalk Philippe Pétain. Korte tijd hierna trad hij toe tot het verzet. Op 27 mei 1943 nam hij deel aan de stichting van de Conseil National de la Résistance (CNR, Nationale Raad voor de Bevrijding) en was haar vicevoorzitter.
Joseph Laniel nam deel aan de zijde van generaal Charles de Gaulle en Georges Bidault (voorzitter CNR) deel aan de bevrijdingsintocht op de Champs-Élysées.
Joseph Laniel was op 22 december 1945 medeoprichter van de centrumrechtse Parti Républicain de la Liberté (PRL, Republikeinse Partij van de Vrijheid). Van 1945 tot 1958 vertegenwoordigde Laniel opnieuw het departement Calvados in de Franse Nationale Vergadering (Assemblée Nationale). Na de fusie van de PRL met het Centre National des Indépendants (CNI) tot het Centre National des Indépendants et Paysans (CNIP, Nationaal Centrum van Onafhankelijken en Republikeinen), werd Laniel lid van deze partij.
In 1948 was Laniel minister van Financiën en Economische Zaken, in 1950 was hij minister van Posterijen, Telegrafie en Telefonie en van 1951 tot 1952 was hij minister van Staat.

## Premier
Joseph Laniel werd op 27 juni 1953 door president Vincent Auriol (SFIO) benoemd tot premier (Président du Conseil). Hij leidde een centrumrechts kabinet bestaande uit zijn eigen CNIP, de Gaullistische partijen RPF en URAS, de ARS, de PRS, de MRP en de UDSR. Zijn regering verhoogde de alcoholaccijns en de benzineprijzen. De prijsstijging en het achterblijven van loonstijgingen leidden in mei tot enkele stakingen van arbeiders. In augustus 1953 werd Frankrijk getroffen door een algemene staking in de publieke sector, omdat de regering de pensioensgerechtigde leeftijd van het overheidspersoneel wilde verhogen. Het initiatief van de staking ging uit van de socialistische Force Ouvrière, de CGT en de rooms-katholieke Confédération Française des Travailleurs Chrétiens (CFTC). Eind augustus bleken regering en vakbonden bereid om te overleggen en de problemen werden opgelost.
In augustus 1953 werd sultan Mohammed V van Marokko (een Frans protectoraat), vanwege zijn streven naar onafhankelijkheid van Marokko, op last van Laniel afgezet.
In december 1953 was Joseph Laniel presidentskandidaat. Bij de achtste ronde was Laniel slechts 22 stemmen van het presidentschap verwijderd. Bij de tiende ronde kreeg Laniel ruim 45% van de stemmen, maar hij trok zich voor de elfde ronde terug ten gunste van partijgenoot René Coty, die uiteindelijk tijdens de dertiende ronde de vereiste meerderheid verkreeg en tot president werd gekozen. Op 16 januari 1954 werd Coty geïnaugureerd en bood het kabinet-Laniel - conform de grondwet - haar ontslag aan. Coty benoemde Laniel echter diezelfde dag nog tot premier. Het kabinet-Laniel II week qua samenstelling nauwelijks af van het voorgaande kabinet.

### Slag bij Điện Biên Phủ
Laniels tweede kabinet stond in het teken van de strijd in Indochina. De Franse ("onneembare") vesting in Điện Biên Phủ werd in maart] 1954 omsingeld door troepen van de Vietminh onder generaal Võ Nguyên Giáp en er werden voortdurend aanvallen uitgevoerd op de vesting. De Slag bij Điện Biên Phủ eindigde in mei 1954 in een enorme Franse nederlaag. Vanwege deze nederlaag bood Laniel zijn ontslag aan.
Laniel bleef nog tot 1958 actief in de landelijke politiek.
Joseph Laniel overleed op 85-jarige leeftijd, op 8 april 1975 in Parijs.

## Ministersposten
- Onderstaatssecretaris van Financiën (21 maart - 16 juni 1940)
- Staatssecretaris van Financiën en Economische Zaken (26 juli - 5 september 1948)
- Minister van Posterijen, Telegrafie en Telefonie (11 augustus - 4 oktober 1951)
- Minister van Staat (4 oktober 1951 - 8 maart 1952)

## Werk
- Le drame indochinois, Parijs, 1957

## Verwijzingen
1. ↑  Winkler Prins Jaarboek 1954, door: red. Winkler Prins, blz. 287
2. ↑  De voorzitter van de Parti Républicain de la Liberté (PRL) was Michel Clemenceau, de zoon van oud-premier Georges Clemenceau
3. 1 2 3 4 5  Winkler Prins Jaarboek 1954, door: red. Winkler Prins, blz. 233
4. ↑  Verscheidene ministers in de Franse regering, w.o. François Mitterrand, waren het hier niet mee eens, ook Laniel twijfelde aanvankelijk, zie: The Locust Years. The Sory of French Fifth Republic 1946-1958, door: Frank Giles (1991), blz. 189

- Bibliothèque nationale de France: cb12774531q (data)
- Gemeinsame Normdatei: 12472776X
- International Standard Name Identifier: 0000 0000 1977 6061
- Library of Congress Control Number: no2015092903
- Base Léonore: 19800035/1318/52533
- Système universitaire de documentation: 050633384
- Virtual International Authority File: 66592340
- WorldCat: E39PBJtxjKPtK9VwKmWJ6QDg8C

Paul Ramadier · Robert Schuman · André Marie · Robert Schuman · Henri Queuille · Georges Bidault · Henri Queuille · René Pleven · Henri Queuille · René Pleven · Edgar Faure · Antoine Pinay · René Mayer · Joseph Laniel · Pierre Mendès France · Christian Pineau · Edgar Faure · Guy Mollet · Maurice Bourgès-Maunoury · Félix Gaillard · Pierre Pflimlin